# Walter Kühle

Walter Kühle

Walter Kühle (* 9. Januar 1888 in Mohrin, Kreis Königsberg; † 2. Mai 1972 in Solingen) war ein deutscher Politiker (NSDAP) und SA-Führer.

## Leben und Wirken
Nach dem Besuch der Volksschule gehörte Walter Kühle von 1907 bis 1920 der preußischen Armee an. Anschließend lebte er als Gärtnereibesitzer in Storkow.
Zum 1. Februar 1931 schloss Kühle sich der NSDAP an (Mitgliedsnummer 439.610), in der er Aufgaben als Propagandaleiter im Kreis Osthavelland übernahm. In der Sturmabteilung (SA) war er nacheinander Führer des Sturmbanns 224, der Standarte 224, der Standarte 205, der Standarte 235 und der Standarte R. 35 in Potsdam. Anschließend kam er in den Stab der SA-Gruppe Berlin-Brandenburg. Ab 1943 war er Führer der SA-Standarte 5. In der SA erreichte er den Rang eines Standartenführers. 
1933 wurde Kühle Mitglied des Preußischen Landtags, dem er bis zur Auflösung dieser Körperschaft im Herbst desselben Jahres angehörte. Von November 1933 bis zum Ende der NS-Herrschaft im Frühjahr 1945 saß Kühle zudem als Abgeordneter für den Wahlkreis 4 (Potsdam) im nationalsozialistischen Reichstag. Zudem war er Reichsehrenrichter der DAF.